# Kirchenruine Podelzig

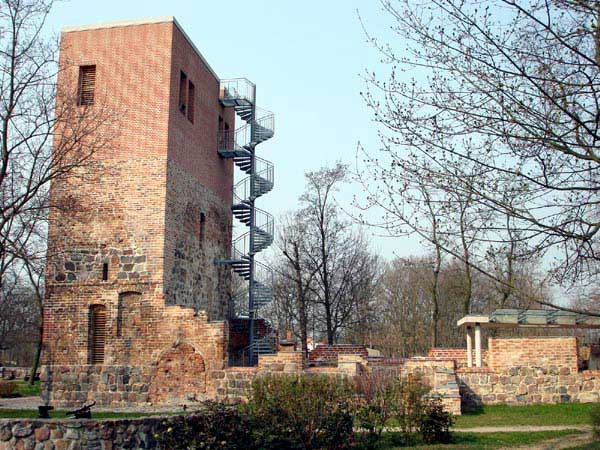
Kirchenruine Podelzig

Die evangelische Kirchenruine Podelzig ist die ehemalige Dorfkirche der Gemeinde Podelzig im Landkreis Märkisch-Oderland in Brandenburg. Die Kirchengemeinde gehört zum Kirchenkreis Oderland-Spree der Evangelischen Kirche Berlin-Brandenburg-schlesische Oberlausitz.

## Lage
Die Bundesstraße 112 führt von Norden kommend in südlicher Richtung als Hauptstraße durch den historischen Ortskern. Das Bauwerk steht östlich der Hauptstraße auf einem Grundstück mit einem Kirchfriedhof, der mit einer Mauer aus unbehauenen und nicht lagig geschichteten Feldsteinen eingefriedet ist.

## Geschichte
Podelzig entstand im Jahr 1928 durch Zusammenschluss der Landgemeinde Alt Podelzig, dem Gutsbezirk Adlig und Königlich Podelzig und der Landgemeinde Neu Podelzig. Die Kirche entstand im Mittelalter in Alt Podelzig. Dieses Dorf wurde 1354 als Podolzig, Podultz erstmalig urkundlich erwähnt und gehörte zunächst im genannten Jahr dem Markgraf und kam 1354 in den Besitz des Bischofs von Lebus. Das Brandenburgische Landesamt für Denkmalpflege und Archäologische Landesmuseum (BLDAM) gibt als Entstehungszeit das Jahr um 1430 an, allerdings sind bereits aus dem Jahr 1405 insgesamt vier Pfarrhufen überliefert (ebenso 1460). Das Kirchenpatronat lag zu dieser Zeit beim Gutsherren. Im Jahr 1588 war dies Hans von Burgsdorff, der den Kirchturm erweitern und mit einem Kupferdach und Wetterhahn ausstatten ließ. Im Jahr 1600 besaß der Pfarrer ein Pfarrhaus und zwei Gärten; außerdem einen Hof, von dem er einen Scheffel Gerste erhielt. Er erhielt außerdem 60 Scheffel von 60 Hufen als Messkorn. Der Küster besaß ein Küsterhaus und bekam 20 Scheffel Roggen, zwei Eier von jeder Hufe sowie zwei Brote von jedem Hufner und jedem Kossäten. Die Kirche selbst besaß 14 Morgen Land. Im Dreißigjährigen Krieg wurde die Kirche zerstört und 1662 wieder aufgebaut. Ein Umbau erfolgte um 1900. Im Ersten Weltkrieg musste die Kirchengemeinde zwei der vier Glocken im Jahr 1917 als Metallspende des deutschen Volkes abgeben; sie gingen verloren.
Im Zweiten Weltkrieg lag das Dorf inmitten eine Hauptkampfzone und war am Ende zu 85 Prozent zerstört. Die dritte Glocke wurde in dieser Zeit ebenfalls eingeschmolzen. Die Kirchturmspitze wurde am 7. Februar 1945 gesprengt und dabei die größte Glocke aus dem Jahr 1721 ebenfalls zerstört. Einige Bruchteile befinden sich im Archiv der Kirchengemeinde. Das Bauwerk selbst wurde durch Granaten schwer beschädigt. Die wenigen Überlebenden sowie zahlreiche Umsiedler nutzten das massiv beschädigte Bauwerk zur Entnahme von Baumaterial; die Ruine verfiel anschließend. Nach der Wende engagierten sich Podelziger Bürger für die Rettung der Ruine. Sie verständigten sich auf eine Sicherung der Außenmauern des Kirchenschiffs und einer Aufmauerung des Kirchenstumpfs bis fast auf seine ursprüngliche Höhe. Dort entstand eine überdachte Aussichtsplattform, die von einer außen angebrachten Wendeltreppe erreichbar ist und den Blick in das Glockengeschoss freigibt. Die Arbeiten wurden in den Jahren 2002 bis 2005 durchgeführt.

## Baubeschreibung

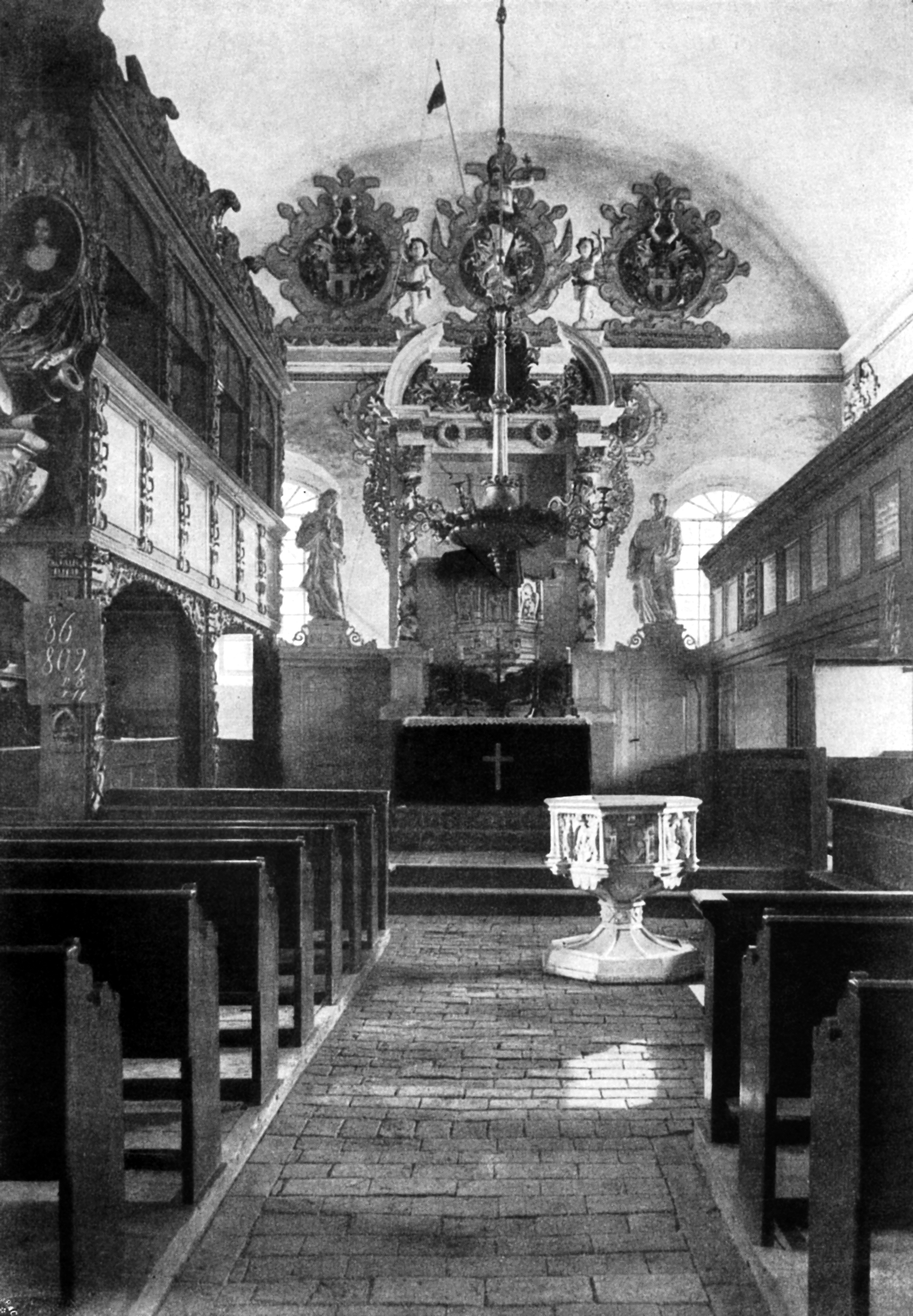
Blick in den ehemaligen Innenraum

Das ursprüngliche Bauwerk entstand aus Feldsteinen und Mauersteinen, die anschließend verputzt wurden. Die Kirche hatte einen rechteckigen Grundriss, in dem der Kirchturm hineingebaut wurde. Die Westwand des Kirchturms ist identisch mit der ehemaligen Westwand der ursprünglich turmlosen Kirche. Im Nordosten befand sich eine Sakristei; der Dachreiter war neogotisch. Das Westportal blieb erhalten. Es wird von der Inschrift: „Eine feste Burg / ist unser Gott“ umrahmt.

## Ausstattung
Die ursprüngliche Kirchenausstattung ging verloren. Im Turm hängen zwei Glocken, die 2007 gegossen wurden. Im Kirchturm befand sich die Grabstätte des kurbrandenburger Oberkämmerers und Geheimrats Konrad von Burgsdorff. Sein Prunksarg wurde nach der Entdeckung in das Neue Museum in Berlin gebracht. An das Grab erinnert die Replik einer Büste aus Marmor, die bis 1945 im Tiergarten in Berlin aufgestellt war. Auf dem Kirchfriedhof erinnert ein Grabmal aus Sandstein aus der Zeit um 1586/1600 an Ursula von Wulffen. Ein weiteres Grabmal, ebenfalls aus Sandstein und aus derselben Zeit erinnert an eine Geborene von Burgsdorff.